# Rudolf Minger
Rudolf Minger (Mülchi, 13 november 1881 - Schüpfen, 23 augustus 1955) was een Zwitsers politicus.
Minger, een inwoner van het kanton Bern, was lid van de Schweizer Bauern-, Gewerbe- und Bürgerpartei/ Parti des paysans, artisans et bourgeois (Partij van Boeren, Middenstanders en Burgerpartij, BGB/PAB), de voorloper van de huidige Zwitserse Volkspartij (SVP/UDC). Minger had voor de BGB zitting in de Nationale Raad. In 1928 was hij president van de Nationale Raad. Hij werd op 12 december 1929 als eerste lid van de BGB in de Bondsraad gekozen. Hij volgde hiermee Karl Scheurer (FDP) op. Hij bleef lid van de Bondsraad tot 31 december 1940. In 1934 en in 1940 was Minger vicepresident en in 1935 bondspresident. Minger genoot geen hoge opleiding. Zijn kennis van het Frans was beperkt en er werden daar ook veel grappen over gemaakt. Desondanks geniet hij vandaag de dag nog steeds een grote populariteit.